# Prinz-Mahidol-Preis

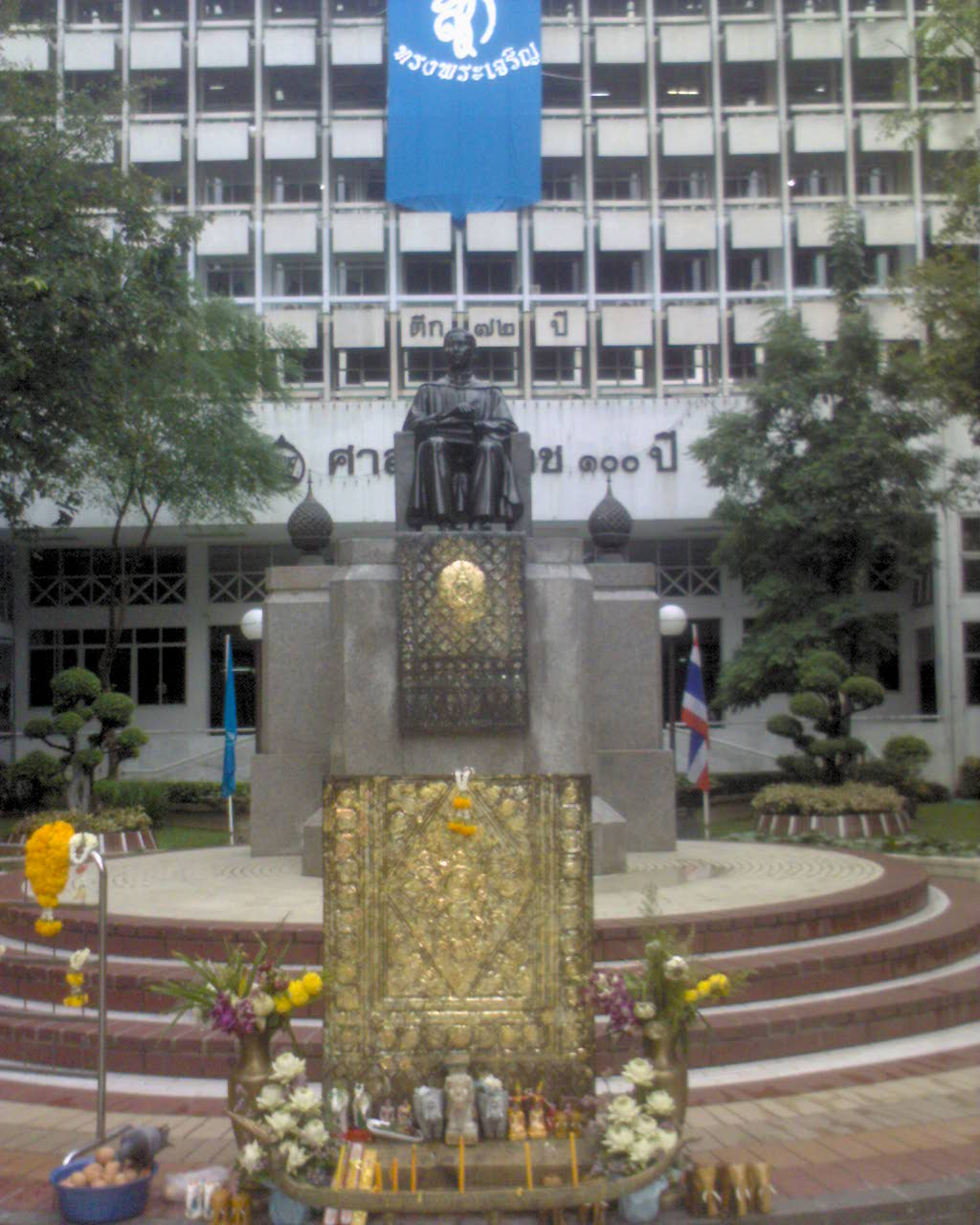
Statue von Prinz Mahidol Adulyadej vor dem Sirirat-Krankenhaus in Bangkok

Der Prinz-Mahidol-Preis (thailändisch พระราชทานรางวัลสมเด็จเจ้าฟ้ามหิดล, englisch Prince Mahidol Award) ist eine vom thailändischen Königshaus jährlich vergebene Auszeichnung für herausragende Leistungen in der Medizin und dem öffentlichen Gesundheitswesen weltweit.
Der Preis wird jährlich in zwei Kategorien an internationale Persönlichkeiten und Institutionen vergeben:
- für hervorragende Fortschritte in der Medizin
- für die tatkräftige Förderung des öffentlichen Gesundheitswesens.

## Prinz-Mahidol-Preis-Stiftung
König Rama IX. Bhumibol Adulyadej gründete die Prinz-Mahidol-Preis-Stiftung am 1. Januar 1992 aus Anlass der 100. Wiederkehr des Geburtstags seines Vaters, Prinz Mahidol, zunächst unter dem Namen „Mahidol-Preis-Stiftung“, seit dem 28. Juli 1997 als „Prinz-Mahidol-Preis-Stiftung“. Neben der eigentlichen Preisvergabe fördert der Fonds auch das Andenken an Prinz Mahidol, der als eines der ersten Mitglieder des Königshauses das öffentliche Gesundheitswesen des Landes zu seiner Aufgabe gemacht hatte.
Gegenwärtig (Stand 2016) ist Prinzessin Maha Chakri Sirindhorn Vorsitzende des Stiftungskomitees.

## Preisträger
- 1992 Richard Doll, Chen Minzhang (Prof. in Peking und chinesischer Gesundheitsminister)
- 1993 Ciro de Quadros (weltweite Bekämpfung Poliomyelitis), John B. Stanbury (insbesondere Bekämpfung Jodmangel)
- 1994 Ho Wang Lee (Mikrobiologe, Prof. in Seoul, Entdeckung des Hantaan-Virus), William Trager (Malaria)
- 1995 Egon Diczfalusy (Schweden, Reproduktionsmedizin), Carl Djerassi, Nafis Sadik (aus Pakistan, Direktorin des United Nations Population Fund), Frederick T. Sai (Prof. in Ghana, Ernährungsberater für Afrika u. a. für die FAO)
- 1996 Vincent Dole (Methadon), Suchitra Nimmannitya (thailändische Kinderärztin, Kampagnen gegen Denguefieber), Prasong Tuchinda (thailändischer Kinderarzt, Untersuchung des Denguefiebers)
- 1997 Guillermo Arroyave (Guatemala, Ernährungsstudien und -programme für Kinder), Satoshi Ōmura, Alfred Sommer, P. Roy Vagelos (ehemaliger Merck Präsident, kostenlose Gabe des Anti-Wurm-Mittels Ivermectin gegen Onchozerkose in der Dritten Welt)
- 1998 Margaret Chan (Director of Health in Hongkong, Bekämpfung von SARS bei der WHO), René Favaloro, Kennedy F. Shortridge (Universität Hongkong, Isolation und Bekämpfung des gefährlichen Vogelgrippevirus H5N1 in Hongkong 1997), Harvey D. White (Neuseeland, Thrombolyse und andere Therapien gegen Myokarditis)
- 1999 R. Palmer Beasley, Tore Godal (Norwegen, Tropenkrankheitsforschungsprogramm TDR der WHO), Adetokunbo Oluwole Lucas (Nigeria, Tropenkrankheitsforschungsprogramm TDR der WHO)
- 2000 David J. P. Barker (Universität Southampton, Studien über den Zusammenhang von Mangelernährung während der Schwangerschaft und Herzleiden), Sir Iain Geoffrey Chalmers (Oxford, Mitgründer der Cochrane Collaboration, die elektronisch Public Health Studien veröffentlicht), Richard Peto, Ernesto Pollitt (Peru, University of California, Davis, Erforschung Mangelernährung von Kindern, zum Beispiel Eisenmangel)
- 2001 Barry Marshall (Helicobacter pylori als Verursacher Magengeschwür), Lam Sai Kit (Virologe, Malaysia, Isolierung des Nipah-Virus und Tioman Virus, Forschung zu Denguefieber), David Weatherall (Thalassämie)
- 2002 Roy Calne (Ciclosporin als Immunsuppressivum), Maurice Hilleman (Impfstoffe), P. Helena Makela (Finnland, HIB-Impfung), Thomas E. Starzl (Organtransplantation, Immunsuppressiva)
- 2003 China Cooperative Research Group on Qinghaosu and its Derivatives as Antimalarials (Isolierung des traditionellen chinesischen Malaria Heilmittels Artemisinin 1971), Herbert L. Needleman (Prof. Pittsburgh, Bleivergiftung Kinder)
- 2004 Jonathan M. Samet (Johns Hopkins University, Experte für Luftverschmutzung), Norman Sartorius (Universität Genf, Direktor des WHO Programms zu Geistiger Gesundheit)
- 2005 Eugene Goldwasser (Erythropoetin), Harald zur Hausen (Gebärmutterhalskrebs durch Papillomviren),
- 2006 Richard A. Cash (Harvard), Dilip Mahalanabis (Direktor Society for applied Studies, Kolkata), David R. Nalin (Direktor Wissenschaftliche Impfstoff-Studien bei Merck), Stanley G. Schultz (Dekan Texas Medical School) für die Entwicklung der WHO-Trinklösung
- 2007 Basil Stuart Hetzel (Adelaide, Iodmangelerkrankungen), Sanduk Ruit (Nepal, Augenarzt, chirurgische Behandlung Katarakt-Erkrankung), Axel Ullrich (Herceptin bei Brustkrebs mit Her2 Onkogen, personalisierte Krebstherapie),
- 2008 Sérgio Henrique Ferreira (Brasilien, ACE-Hemmer wie Captopril), Michiaki Takahashi (Japan, Windpocken Impfstoff), Yu Yongxin (China, Impfstoff gegen japanische Encephalitis)
- 2009 Anne Wills (Professorin für Gesundheitspolitik an der School of Hygiene and Tropical Medicine in London, Gesundheitsökonomie und -politik in Entwicklungsländern), Wiwat Rojanapithayakorn (Programm zur Kondombenutzung gegen HIV-Infektion in Thailand), Mechai Viravaidya (thailändische Gesellschaft für Bevölkerungs- und Gemeinschaftsentwicklung, Geburtenplanung mit Kondomnutzung in Thailand)
- 2010 Robert E. Black (Johns Hopkins University, Zink-Gabe zur Milderung von Diarrhoe bei Kindern), Kenneth H. Brown (Helen Keller Foundation, Dakar, Zink-Zusatz bei Mangelernährung), Kevin Marsh (Wellcome Trust Research Labs, Kenia, Malaria-Studien zum Beispiel über verschiedene Antigene im Lebenszyklus des Erregers), Ananda S. Prasad (Prof. Wayne State University, Detroit, Zink-Mangel-Syndrom), Nicholas J. White (Mahidol University, Thailand, Malaria Therapien mit Artemisinin)
- 2011 Aaron T. Beck (University of Pennsylvania, cognitive behavioral therapy bei Depressionen), Ruth F. Bishop (Royal Children’s Hospital, Diarrhoe durch Rotaviren), David T. Wong (Fluoxetin, der erste Selektive Serotonin-Reuptake-Inhibitor (SSRI))
- 2012 Uche Veronica Amazigo (African Programme for Onchocerciasis Control, APOC), Michael David Rawlins (National Institute for Health and Clinical Excellence, NICE)
- 2013 Anthony Fauci (National Institute of Allergy and Infectious Diseases), David D. Ho (Rockefeller University), Jim Yong Kim (Weltbank) und Peter Piot (UNAIDS), alle für Beiträge zur AIDS-Therapie
- 2014 Akira Endō (Entdeckung der HMG-CoA-Reduktase-Blocker), Donald A. Henderson (Ausrottung der Pocken)
- 2015 Morton M. Mower (Erfindung des implantierbaren Kardioverter-Defibrillator, AICD), Michael Gideon Marmot (Bestimmung sozialer Gesundheitsfaktoren, Social Determinants of Health)
- 2016 Gregory Paul Winter (Pionier der Antikörper-Modifikation), Vladimir Hachinski (Experte für Schlaganfall und vaskuläre Demenz)
- 2017 Humangenomprojekt; Porter W. Anderson, John B. Robbins, Rachel Schneerson, Mathuram Santosham (Haemophilus-influenzae-Impfung)
- 2018 Brian J. Druker (Imatinib bei CML), Mary-Claire King (Brustkrebs-Gene BRCA 1, 2), Jan R. Holmgren (klinische Tests zum oralen Cholera-Impfstoff OCV), John D. Clemens (oraler Cholera-Impfstoff OCV)
- 2019 Ralf Bartenschlager (Vermehrung Hepatitis C Virus in Kultur), David Mabey (Trachom-Erforschung und Bekämpfung)
- 2020 Valentin Fuster (beschichtete Stents, Hemmung der Thrombozytenaggregation), Bernard Pécoul (Drugs for Neglected Diseases Initiative, DNDi)
- 2021 Katalin Karikó, Drew Weissman, Pieter Cullis (Arbeit an der Entwicklung von mRNA-Impfstoffen gegen COVID-19)
- 2022 Ralph A. DeFronzo (Diabetesforschung), Douglas R. Lowy, John T. Schiller, Ian H. Frazer (Arbeiten zu HPV)
- 2023 Napoleone Ferrara (VEGF), Barry H. Rumack (Giftinformationszentren)
- 2024 Tony Hunter (Tyrosinkinasen), Jonathan P. Shepherd (Gewaltprävention)